# 10563 Izhdubar
10563 Izhdubar este o planetă minoră (asteroid) din Asteroid Apollo. A fost descoperită pe 19 noiembrie 1993 la Observatorul Palomar de Carolyn S. Shoemaker. 
Obiectul prezintă o orbită caracterizată de o semiaxă mare de 1,0068801 UAi, o excentricitate de 0,2664, o înclinație de 63,4641 ° în raport cu ecliptica.